# Angry Birds Trilogy
Angry Birds Trilogy é um jogo de quebra-cabeça co-desenvolvido pela Rovio Entertainment, Exient Entertainment, Fox Digital Entertainment, Housemarque e Fun Labs e publicado pela Activision.
O jogo contém os três primeiros jogos da série (Angry Birds, Angry Birds Seasons e Angry Birds Rio) e foi lançado para Xbox 360, PlayStation 3 e Nintendo 3DS no dia 25 de setembro de 2012 na América do Norte e 28 de Setembro na Europa. Tanto o PlayStation 3 e Xbox 360 são capazes de ser jogado com controles de movimento, juntamente com os controladores tradicionais. O jogo foi lançado em consoles Wii e Wii U no dia 13 de agosto de 2013 na América do Norte e em 16 de agosto na Europa. o jogo foi lançado para o PlayStation Vita em outubro de 2013.